# فولفغانغ هوفمان
فولفغانغ هوفمان (بالألمانية: Wolfgang Hofmann)‏ هو أستاذ جامعي ألماني، ولد في 30 مارس 1941 في كولونيا في ألمانيا.

## وصلات خارجية
- فولفغانغ هوفمان على موقع الفيدرالية الدولية للجودو (الإنجليزية)
- فولفغانغ هوفمان على موقع JudoInside.com (الإنجليزية)
- فولفغانغ هوفمان على موقع AllJudo.net (الفرنسية)
- فولفغانغ هوفمان على موقع اللجنة الأولمبية الدولية (الإنجليزية)
- فولفغانغ هوفمان على موقع أوليمبيديا (الإنجليزية)